# الذري (حرض)

تعديل مصدري - تعديل

الذري هي إحدى قرى عزلة الشعاب بمديرية حرض التابعة لمحافظة حجة، بلغ تعداد سكانها 134 نسمة حسب تعداد اليمن لعام 2004.